# Västerbotten tartomány
Västerbotten (latinul: Botnia occidentalis) Svédország egyik tartománya az ország északkeleti részén. Keleten a Bottenviken és a Kvarken, délen Ångermanland, nyugaton és északon  Lappföld, északon pedig Norrbotten tartományokkal határos. Legnagyobb városa Umeå.

## Közigazgatási beosztás
A tartomány 1971-től a következő községekből áll:
- Norsjö község
- Robertsfors község
- Skellefteå község
- Umeå község
- Vindelns község
- Vännäs község

## Történelem

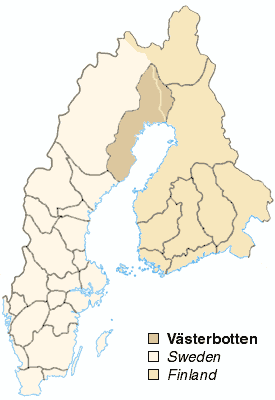
Västerbotten történelmi határa

Västerbotten régi határai a mai Finnországig terjedtek. Az 1808–1809-es finn háborúig és a Fredrikshamni Szerződésig Västerbotten tartomány a jelenlegi Finnország legészakibb területének egy kis részét is magában foglalta. Ezt a részt később Finnországban, Lappföldbe integrálták. Österbotten a tenger finn oldalán feküdt, és ez a tartománynév máig fennmaradt.
A Fredrikshamni szerződést követően, amely újra meghatározta Svédország körvonalait, 1810-ben Västerbotten megye két részre szakadt. Az északi rész Norrbotten megye lett. A megyehatárok fokozatosan a helyi tartományi identitás kialakulásához vezettek. Manapság Norrbotten külön tartománynak számít, pedig a tartományoknak 1810 előtt több száz évvel megszűnt mindenféle közigazgatási vagy jogi jelentősége.

## Földrajz

### Tavak és folyók
| Tavak - Bodträsket - Burträsket - Bygdeträsket - Norsjön - Nydalasjön - Storsävarträsket - Stöcksjön - Tavelsjön - Storkågeträsket | Folyók - Åbyälven - Tåmeälven - Byskeälven - Kågeälven - Skellefteälven - Bureälven - Malån - Mångbyån - Rickleån (Bygdeälven) | Folyók - Dalkarlsån - Sävarån - Täfteån - Tavelån - Umeälven - Vindelälven - Norrmjöleån - Åhedån - Sörmjöleån |

## Közlekedés
Västerbotten tartományban két repülőtér van: Umeå City Airport és Skellefteå Airport. A vasúthálózat a Norrland felső részén átvezető fővonalból és két keresztvonalból a tengerpart felé (Vännäs-Holmsund és Bastuträsk-Skelleftehamn) valamint két keresztvonalból a Belső vasútvonal felé (Hällnäs-Storuman és Jörn-Arvidsjaur) áll. Egy új vasút, Bothnia vasútvonal, a 2000-es évek elején épült a part mentén Västeraspby-től Umeåig. Tervezik a meghosszabbítását a Norrbotnia vonallal. Hagyományosan a vasút fontos volt az árufuvarozás szempontjából.
Az E4-es út a part mentén fut míg az E12-es Holmsundtól, Vännäs mellett elhaladva nyugatra folytatja az Ume folyó (Umeälven) mentén.
A parton négy kikötő található: Kåge, Skellefteå, Rönnskär és Umeå. Umeå-ból az utasforgalom a finnországi Vaasa-ba megy, de a kikötők legfontosabb szerepe az árufuvarozás.
1. ↑  Folkmängd i landskapen den 31 december 2020. Svéd Statisztikai Hivatal